# Центральный район (Волгоград)
Центра́льный райо́н — единица административного деления Волгограда, расположен между Краснооктябрьским, Дзержинским и Ворошиловским районами.
Глава администрации — Кокин Юрий Дмитриевич

## География
Центральный район граничит с Краснооктябрьским, Дзержинским (по Второй продольной магистрали) и Ворошиловским (по пойме реки Царица) районами города, отделён Волгой от города Краснослободск.

## История
В 1920-х годах были предприняты первые шаги административно-территориального деления Царицына. 2 апреля 1935 года постановлениями бюро Сталинградского горкома ВКП(б) и президиума Сталинградского горсовета в городе было создано 4 районных совета: Ерманский, Ворошиловский, Кировский, Дзержинский. Именно Ерманский район и стал «прародителем» Центрального района. Тогда его площадь составляла 344 га, а население — 50 тысяч человек.
Указом Президиума Верховного Совета РСФСР от 4 февраля 1948 года, Ерманский район Сталинграда был переименован в Сталинский, а 5 ноября 1961 года Указом Президиума Верховного Совета РСФСР Сталинский район был преобразован в Центральный.
С 2005 года на территории района ведётся строительство бизнес-центра Волгоград-Сити.

## Население
| 1970    | 1979    | 1989     | 2002    | 2009    | 2010    | 2012    |
| ------- | ------- | -------- | ------- | ------- | ------- | ------- |
| 181 182 | ↘96 179 | ↗100 080 | ↘97 167 | ↘87 296 | ↘84 687 | ↘83 859 |
| 2013    | 2014    | 2015     | 2016    | 2017    | 2018    | 2019    |
| ↘83 266 | ↘82 414 | ↘81 198  | ↘80 009 | ↗82 481 | ↗84 274 | ↘83 880 |
| 2020    | 2021    |          |         |         |         |         |
| ↗84 069 | ↗84 853 |          |         |         |         |         |

## Достопримечательности
Путеводитель «Объекты культурного наследия Центрального района города Волгограда» в Викигиде (рус.)
Некоторые городские сооружения Центрального района являются памятниками архитектуры и реликвиями истории.
- Памятник-ансамбль «Героям Сталинградской битвы» в мемориальном парке на Мамаевом кургане
- Дом Павлова — Дом солдатской славы и трудовой доблести
- Музей-панорама «Сталинградская битва»
- Мельница Гергардта
- Бюст Гоголя 1910 года;
- Набережная имени 62 Армии
- Вечный огонь и 26-метровая стела в память о мужестве и героизме всех защитников города на Площади Павших борцов
- Памятник основателям Царицына

- Памятник Григорию Засекину — первому воеводе Царицына
- Памятник Александру Невскому
- Памятник комсомольцам — защитникам Сталинграда
- Волгоградский музей изобразительных искусств имени И. И. Машкова
- Волгоградская областная детская художественная галерея
- Детско-юношеский центр (Волгоград)
- Волгоградский государственный цирк
- Детская железная дорога
- Нулевой километр на площади Павших борцов
- Тополь на площади Павших борцов

### Памятники архитектуры
- Волгоградский планетарий
- Здание Дворянского собрания г. Царицына
- Волгоградский областной краеведческий музей
- Здание Царицынской пожарной команды
- Волгоградский мемориально-исторический музей (Дом обороны)
- Волгоградский музыкальный театр
- Волгоградский новый экспериментальный театр (НЭТ)
- Гостиница «Волгоград»
- Железнодорожный вокзал «Волгоград I»

### Фонтаны
- Фонтан «Бармалей» («Детский хоровод», «Дети и крокодил»)
- Фонтан «Искусство» на Центральной набережной
- Фонтан «Влюблённые» на улице Мира
- Фонтан в сквере проспекта Ленина
- Фонтан в сквере Симбирцева

- Фонтан «Искусство»
- Фонтан «Влюблённые»
- Фонтан в сквере проспекта Ленина
- Фонтан в сквере Симбирцева

## Транспорт
Район является важным транспортным узлом Волгограда:
- Железнодорожный вокзал Волгоград-1. Все поезда дальнего следования отправляются со станции Волгоград-1. Вокзал станции изначально был деревянным, позднее был перестроен из кирпича. Во время Сталинградской битвы здание было практически полностью разрушено. В период с июля 1951 по май 1954 года на старом месте было возведено трёхэтажное здание с цокольным этажом, венчаемое башней со шпилем. 2 июня 1954 года здание было сдано в постоянную эксплуатацию. Здание построено из кирпича с железобетонными перекрытиями. Фасады облицованы гранитом и инкерманским камнем, частично оштукатурены; стены в интерьере преимущественно облицованы мрамором. Потолки в залах отделаны лепными карнизами, кессонами, розетками. Росписи, посвящённые героике войны и мирного труда, выполнены художниками Я. Скрепковым, В. Крыловым, Д. Мерпертом. Скульптурные группы и барельефы в комплексе вокзала выполнены скульпторами М. Д. и Н. А. Павловскими и В. Н. Безруковым. В целом решение здания типично для архитектуры эпохи Сталина. В 1997 году здание железнодорожного вокзала признано памятником архитектуры.
- Речной вокзал — крупнейшее сооружение подобного типа в Европе. В 1985—1988 годах был крупнейшим по пассажирскому грузообороту портом на Волге. Длина здания — 296 метров, что почти равняется длине Красной площади. Высота вокзала в его высшей точке, т. н. «шайбе», составляет 47 метров. Зал ожидания рассчитан на 700 человек. Непосредственно к причалам вокзала одновременно могут пришвартовываться 6 теплоходов[19].
- Первая (проспект имени Ленина) и Вторая продольные автомагистрали.
- Первая продольная магистраль связывает Центральный район с Ворошиловским пересекая мост через реку Царицу
- Разветвленная троллейбусная и трамвайная сеть
- Имеется подземный участок линии скоростного трамвая.
- Автобусы городских маршрутов № 2, 6, 21, 25, 35, 52, 65, 77, 85, 88, 89э, 95.
- Сдан в эксплуатацию мостовый переход через Волгу.
- Автовокзал

## Связь
Волгоградский телецентр на Мамаевом кургане открылся в 1958 году.

## Торговые центры
- ТРК «Пирамида»
- ТРК «Европа Сити-молл»
- ТЦ «Царицынский пассаж»
- ТЦ «Диамант „На Комсомольской“»
- Центральный рынок

## Спортивные и рекреационные сооружения
- Центральный плавательный бассейн
- Легкоатлетический манеж и тренировочное футбольное поле с искусственным покрытием в академии физической культуры.
- Стадион Динамо
- Волгоград Арена

## Вузы
- Волгоградский муниципальный институт искусств им. П. А. Серебрякова
- Волгоградская государственная академия физической культуры
- Волгоградский государственный медицинский университет
- Волгоградский государственный педагогический университет
- Волгоградский государственный технический университет
- Волгоградская академия государственной службы

## Интересные факты
- Центральный — наиболее компактный район города по отношению населения к площади[3].
- В районе Центрального стадиона расположен неблагоустроенный пляж, в некоторые сезоны являющийся единственным официально открытым пляжем на территории города[20].
- На улице Ковентри, названной так в честь города-побратима, нет ни одного дома — улица находится между улицами Чуйкова и Советской, к которым и относятся дома[21].